# OSC-DIS
OSC-DIS (Oscillator In Distortion) è il nono e il più famoso album dei The Mad Capsule Markets, grazie al singolo Pulse. Con OSC-DIS il gruppo trova la sua dimensione definitiva, un crossover composto da punk, rock, metal e musica elettronica.

## Tracklist
1. Tribe – 4:05
2. Out/Definition – 2:50
3. Pulse – 3:18
4. Multiplies – 3:29
5. Mob Track – 1:48
6. All The Time In Sunny Beach – 2:19
7. Island – 4:38
8. Restart! – 2:31
9. Jag – 3:49
10. Step Into Yourself – 4:48
11. Good Girl - Dedicaded to bride 20 years after – 3:43
12. MIDI Surf – 3:35